# Filisparsa calypso
Filisparsa calypso is een mosdiertjessoort uit de familie van de Oncousoeciidae. De wetenschappelijke naam van de soort is voor het eerst geldig gepubliceerd in 1979 door Buge.